# Aeroportul Bazhong Enyang
Aeroportul Bazhong Enyang (IATA: BZX, ICAO: ZUBZ) este un aeroport din Enyang District⁠(d), Bazhong⁠(d), Sichuan, Republica Populară Chineză ce deservește zona Bazhong⁠(d). Aeroportul a fost tranzitat în 2022 de 250.848 de pasageri. A fost numit după zona deservită.
Situat la o altitudine de 550 m, aeroportul dispune de o singură pistă.